# Eumenes von Kardia
Eumenes von Kardia (altgriechisch Εὐμένης Euménēs; * 362 v. Chr. oder 361 v. Chr.; † 316 v. Chr.) war ein Sekretär Alexanders des Großen und einer seiner Nachfolger. Er war als Grieche der einzige Nichtmakedone und Nichtmilitär unter den Diadochen und schon deswegen ein Außenseiter. Trotzdem gilt er als einer der fähigsten Generäle der Diadochenkriege.

## Herkunft und Aufstieg
Der Grieche Eumenes stammte aus der milesischen Apoikie Kardia, die am Nordende des thrakischen Chersones (heute: Gallipoli) lag. Sein Vater hieß Hieronymos, weshalb auch eine Verwandtschaft des Eumenes zu seinem Lands- und Gefolgsmann, dem späteren Historiker Hieronymos von Kardia, vermutet wird.
Weil sein Vater ein Gegner des Tyrannen Hekataios von Kardia war, exilierte er mit dem jungen Eumenes an den Hof König Philipp II. von Makedonien, zu dem er freundschaftliche Kontakte pflegte. Diesem sei Eumenes durch seine Intelligenz und Tapferkeit im Ringkampf aufgefallen, worauf er ihn als Sekretär in seine Dienste aufnahm. Denselben Posten nahm er auch nach der Ermordung des Königs 336 v. Chr. unter dessen Nachfolger Alexander dem Großen ein, dessen Vertrauter er wurde, den er aber nicht für eine Befreiung seiner Heimatstadt gewinnen konnte, da sich Hekataios als willfähriger Vasall Makedoniens erwiesen hat.
Eumenes nahm am gesamten Asienfeldzug teil, den er angeblich in den von ihm nach persischem Vorbild verfassten Ephemeriden dokumentierte (allerdings ist die Existenz der Schrift umstritten). Während die Makedonen mit Speer und Schild ihrem König folgten, tat er dies mit Griffel und Tafel, so zumindest ein überlieferter Ausspruch. In dieser Zeit war Eumenes ein Intimfeind des Hephaistion im Kampf um die Gunst Alexanders, der beide stets mit gleichen Geschenken bedachte, damit sich keiner von ihnen zurückgesetzt fühlte. Eumenes soll sich während des Feldzugs über alle Maße bereichert haben. Als Alexander für die Flottenexpedition des Nearchos seine Gefährten um eine notwendige finanzielle Unterstützung ersuchte, weil die königliche Kasse bereits stark strapaziert war, habe Eumenes einhundert Talente beigesteuert, obwohl ihm der Besitz von dreihundert nachgesagt wurde. Um dies aufzuklären, ließ Alexander eines Nachts das Zelt seines Sekretärs anzünden. Nachdem es abgebrannt war, kamen eintausend Talente in Gold zum Vorschein. Allerdings wurde dabei auch sein gesamtes Archiv zerstört, wodurch diese kostbare Quelle zu Alexanders Taten verloren ging, worauf dieser seine Tat zutiefst bereut habe.
In Indien wurde Eumenes erstmals mit dem Kommando über selbstständige Operationen betraut, außerdem war er einer der Trierarchen der Indusflotte. Auf der Massenhochzeit von Susa wurde er 324 v. Chr. mit der Prinzessin Artonis, einer Tochter des Artabazos und Urenkelin des Großkönigs Artaxerxes II., verheiratet. Nach dem Tod des Hephaistion wurde er schließlich zum Befehlshaber der Hetairenreiterei ernannt, dem wichtigsten Truppenteil des Heeres, als Ersatz für den zum Chiliarchen aufgerückten Perdikkas.

## Diadoche
Der Tod Alexanders 323 v. Chr. in Babylon veränderte Eumenes’ persönliche Lage nachhaltig. Unter beiden Königen, denen er gedient hatte, war der Umstand, ein geborener Grieche zu sein, kein besonderes Karrierehindernis. Philipp II. förderte die griechische Bildung in Makedonien, Alexander behandelte sogar Perser gleichberechtigt als seine Untertanen. Unter dem nun beginnenden Regiment der makedonischen Kriegerkaste wirkte sich seine Herkunft allerdings wie ein Stigma aus. Obwohl Eumenes zu einigen Generälen freundschaftliche Beziehungen pflegte, musste er von nun an stets um die Akzeptanz der Makedonen ringen.
Bei der Nachfolgefrage und dem Machtkampf um die Regentschaft im Alexanderreich blieb Eumenes zunächst außen vor. Erst als sich die Situation zu einem Krieg zwischen der Infanterie und der Kavallerie zuspitzte, brachte er sein diplomatisches Geschick ein, um mit einem Kompromiss die Lage zu entspannen. Auf seinen Vorschlag wurden sowohl Philipp III. Arrhidaios und der bald geborene Alexander IV. Aigos als Könige anerkannt. Ebenso ebnete seine Vermittlung für Perdikkas den Weg zur Regentschaft, dem sich Eumenes fortan verpflichtete. Zum Dank erhielt er in der babylonischen Reichsordnung vom Regenten die Ernennung zum Satrapen der Provinz Kappadokien, die allerdings noch von dem persischen Fürsten Ariarathes I. gehalten wurde.
Im Herbst 323 v. Chr. begleitete Eumenes den General Leonnatos in das hellespontische Phrygien, um von dort entsprechend der Anweisung des Perdikkas gemeinsam mit Antigonos Monophthalmos die Eroberung von Kappadokien in Angriff zu nehmen. Dort aber traf, im Auftrag des in Makedonien regierenden Antipater, Hekataios von Kardia ein, der Leonnatos mit seinen Truppen nach Europa rief, um Antipater im Lamischen Krieg gegen Athen beizustehen. Zugleich überbrachte Hekataios ein Heiratsangebot der Prinzessin Kleopatra von Makedonien für Leonnatos. Obwohl er von Leonnatos gebeten wurde, ihn nach Europa zu begleiten, zog Eumenes es vor, sich während einer Nacht mit 300 Kavalleristen, 200 Infanteristen und 5.000 Talenten in Gold abzusetzen. Vor allem fürchtete er, in Makedonien von Antipater ermordet zu werden, der ihn schon länger gehasst habe und von Hekataios gedungen worden sei. Der Abzug des Leonnatos und die mangelnde Bereitschaft des Antigonos, ihn bei der Unterwerfung Kappadokiens zu unterstützen, stellten aber auch eine klare Befehlsverweigerung gegenüber dem Regenten Perdikkas dar, zu dem Eumenes nach Babylon zurückkehrte, um die Vorfälle zu melden. Im Frühjahr 322 v. Chr. zogen Perdikkas und Eumenes mit dem Reichsheer von Babylon nach Kleinasien, eroberten Kappadokien und richteten Ariarathes hin.
Da Perdikkas die Befehlsverweigerung des Antigonos bestrafen wollte (Leonnatos war inzwischen gefallen) und selbst höhere Ambitionen verfolgte, kam es mit den Generälen Antipater, Krateros und Ptolemaios zum offenen Bruch, der den ersten Diadochenkrieg auslöste. Da er kein großes Vertrauen in die ihm unterstellten Makedonen setzte, rüstete sich Eumenes für die bevorstehenden Kampfhandlungen, indem er in Kappadokien ein Reiterheer aus jungen Einheimischen bildete. Von Perdikkas wurde er zusätzlich zum Satrapen der strategisch wichtigen Provinz Phrygien am Hellespont (Kleinphrygien) und zum Strategen Kleinasiens ernannt, womit die Führung im Kampf gegen Antipater und Krateros verbunden war. Perdikkas selbst wollte gegen Ptolemaios in Ägypten ziehen. Im Frühjahr 321 v. Chr. begannen die Kämpfe, und Antipater und Krateros stießen über den Hellespont bis in das Zentrum Kleinasiens vor. Eumenes konnte es nicht verhindern, da er sich zunächst dem abtrünnigen Satrapen Neoptolemos zuwenden musste. Gegen ihn gelang ihm sein erster Sieg, worauf er von Antipater eine Einladung zum Überlaufen erhielt. Eumenes schlug es aus mit dem Hinweis, dass er für und nicht gegen die Sache der Könige stehe. Darauf zog er an den Hellespont und schnitt so Antipater von seinem Machtzentrum in Makedonien ab. Antipater reagierte, indem er ihm Krateros mit einem großen Heer entgegen sandte. Krateros war einer der fähigsten Generäle Alexanders des Großen und bei den Makedonen hoch angesehen, auch Eumenes war mit ihm befreundet gewesen. In der folgenden Schlacht am Hellespont konnte Eumenes für alle überraschend über Krateros siegen, der im Kampf fiel; Eumenes gewährte ihm eine ehrenvolle Bestattung. Dies brachte ihm neuen Hass, aber auch Bewunderung seitens der Makedonen ein. Der Sieg war allerdings vergebens, da 320 v. Chr. Perdikkas am Nil scheiterte und von eigenen Männern ermordet wurde.

## Kampf gegen Antigonos Monophthalmos
Auf der Konferenz von Triparadeisos wurden Eumenes und alle anderen überlebenden Perdikkaner von den Siegern geächtet. Er zog sich nach Kappadokien zurück, wo er eine sichere Basis besaß. Mit seiner Bekämpfung wurde der neue Stratege Asiens, Antigonos Monophthalmos, beauftragt. Eumenes versuchte vergebens, sich mit Perdikkas’ Bruder Alketas zu verbünden, der die Allianz ablehnte, weil er sich nicht dem Befehl eines Griechen unterordnen wollte. Nachdem er von Antigonos im Frühjahr 319 v. Chr. in der Schlacht von Orkynia geschlagen worden war, musste sich Eumenes in die Bergfestung Nora zurückziehen. Hier gelang es ihm, einer monatelangen Belagerung standzuhalten, bis ihn der Tod des Reichsregenten Antipater rettete. Antigonos wollte sich in dem nun zu erwartenden Machtkampf möglichst gut positionieren und konnte sich deshalb nicht mit dem Kampf gegen Eumenes aufhalten. Er schlug ihm daher einen Frieden vor, wenn sich Eumenes bereit zeige, einen Eid auf ihn abzulegen. Eumenes aber bestand darauf, dass die Eidesformel auf die Namen der zwei Könige und der Königin Olympias abgewandelt wurde, worauf Antigonos einging. Dieser Schachzug begünstigte vor allem Eumenes, da er sich so weiter der Sache des Königtums verpflichtet fühlen konnte und nicht den Interessen des Antigonos.
Im nun beginnenden zweiten Diadochenkrieg verbündete sich Antigonos Monophthalmos mit Kassander gegen den neuen Regenten Polyperchon. Der wiederum nahm zu Eumenes Kontakt auf, um ihn als Alliierten zu gewinnen, der Antigonos in Asien binden sollte. Eumenes empfing einen im Namen der Könige verfassten Brief des Regenten, in dem er zum Strategen von Asien ernannt und mit der Bekämpfung des Antigonos beauftragt wurde. Eumenes zog zunächst nach Kilikien, wo er seine finanziellen Ressourcen um den in der Festung von Kyinda gelagerten Reichsschatz vermehrte. Seine militärische Schlagkraft sollte durch die in Kilikien stationierte Abteilung der „Silberschilde“ (Argyraspiden) verstärkt werden. Diese Truppe bestand aus den ältesten Kriegern des makedonischen Heeres, die meisten von ihnen hatten noch für Philipp II. gekämpft. Ihre jahrzehntelange Kampferfahrung brachte ihnen den Ruf, unbesiegbar zu sein. Aber die alten Krieger waren nicht bereit, sich unter das Kommando eines Griechen zu stellen, obwohl Eumenes durch den Königsbrief des Regenten dazu autorisiert war. Eumenes griff auf eine List zurück und behauptete, Alexander sei ihm im Traum erschienen und habe ihm die Befehlsgewalt über die „Silberschilde“ anvertraut. Er bestimmte dazu, dass Alexanders Königszelt samt seiner Rüstung nun jeden Morgen aufgestellt und ihm ein Opfer dargebracht werde. Durch diese religiöse Überhöhung ihres Idols brachte Eumenes die Krieger dazu, sich ihm anzuschließen.
Im Frühjahr 318 v. Chr. marschierte Eumenes nach Phoinikien und eroberte die von Ptolemaios gehaltenen Küstenstädte. Er begann den Bau einer Flotte, mit der er nach Europa übersetzen wollte, um sich mit Polyperchon vereinen zu können, denn der Landweg über den Hellespont war durch Antigonos verbaut. Kaum war seine Flotte zur Abfahrt bereit, meuterten die Besatzungen angesichts einer antigonidischen Flotte und gingen zu ihr über. So gänzlich von Europa abgeschnitten, marschierte Eumenes in den Osten, verfolgt von Antigonos, um sich mit den dortigen Satrapen zu verbünden. Seleukos und Peithon verweigerten ihm indes den Anschluss und verbündeten sich mit Antigonos. In Susa stießen dafür die Satrapen der oberen Provinzen mit einem großen Heer unter der Führung des Peukestas zu ihm. Die Satrapen waren aber nicht bereit, Eumenes als Oberbefehlshaber zu akzeptieren, allenfalls als Verbündeten. Vor allem Peukestas forderte den Oberbefehl für sich und geriet so mit Antigenes, dem Führer der „Silberschilde“, in einen Streit. Mit diplomatischem Geschick konnte Eumenes einen Kompromiss durchsetzen, indem keiner der Generäle das alleinige Oberkommando übernehmen, sondern Entscheidungen in einem gemeinsamen Rat getroffen werden sollten. Auf diese Weise aber konnte Eumenes seinen Führungsanspruch wahren, zumal er im Besitz des Schatzes war und für den Sold der Krieger aufkam.
Als Antigonos vor Susa erschien, konnte Eumenes, durch geschicktes Taktieren am Kopatresfluss, eine mehrere tausend Mann starke Abteilung des Gegners vernichten (Schlacht am Kopratas). Antigonos’ Rückzug nach Medien eröffnete Eumenes die Chance, ihm durch einen Zug nach Syrien den Weg in den Westen abzuschneiden und Polyperchon doch noch zu Hilfe zu kommen. Der Plan wurde aber von den Satrapen abgelehnt, da sie ihre eigenen Provinzen nicht entblößen wollten. Er musste sich in unzugänglichen Bergregionen verschanzen. Nachdem Antigonos im Herbst 316 v. Chr. eine neue Offensive begonnen hatte, kam es in der Schlacht von Paraitakene zum ersten großen Zusammentreffen. Obwohl Eumenes fast seinen ganzen linken Flügel verlor, konnte er mit seiner Phalanx das Zentrum des Gegners durchbrechen und ihm weitaus höhere Verluste zufügen. Danach ließ er den geordneten Rückzug antreten, womit die Schlacht in einem Unentschieden endete. Er ließ sein Heer neu aufstellen, um Antigonos den letzten Schlag zu versetzen, aber da versagten ihm die makedonischen Generäle den Dienst, die ihre Truppen in die Winterquartiere führen wollten. Ihrer weiteren Loyalität zu ihm versicherte sich Eumenes, indem er einen Brief des armenischen Satrapen Orontes, welcher als Freund des Peukestas galt, fingierte. Darin gab er seinen Alliierten bekannt, dass Kassander in Europa gefallen, Olympias die Regentschaft übernommen und Polyperchon bereits mit einem Heer nach Kleinasien vorgedrungen war und deshalb die Sache des Königtums kurz vor dem endgültigen Sieg stünde.

## Ende in Gabiene
Bis zum Jahresende 316 v. Chr. verbreitete sich in Persien die Nachricht vom Sieg Kassanders in Europa gegen Polyperchon und Olympias. Eumenes’ Stellung wurde dadurch schwieriger, da er als letzter Vertreter des Königtums übrig blieb. Antigonos wollte nun die Entscheidung erzwingen und marschierte im Eilschritt auf kürzestem Weg durch einen Salzsee in der Landschaft Gabiene, um den in der Nähe lagernden Eumenes zu überraschen. Da sich sein Heer noch in den Winterquartieren befand, wandte dieser erneut eine List an, um der Gefahr zu entgehen. Er ließ in den Nächten über den angrenzenden Bergen des Salzsees mehrere Feuer entzünden, so dass der Eindruck entstand, er habe sein ganzes Heer zusammengezogen. Antigonos fiel auf den Bluff herein, beendete seinen Eilmarsch und führte sein Heer in eine fruchtbare Gegend, wo es sich erholen konnte. Dies gab Eumenes die nötige Zeit, sein Heer tatsächlich aus den Quartieren zusammenzuziehen. Anschließend rettete er seine heranziehenden Elefanten vor einem Angriff des Antigonos. Diese Erfolge brachten ihm die Bewunderung der einfachen Soldaten ein, aber auch die Missgunst der Generäle um Antigenes und Peukestas, als sie die ihnen überlegenen militärischen Kompetenzen des Griechen erkannten.
In der Schlacht von Gabiene kam es schließlich im Winter 316 v. Chr. zum entscheidenden Treffen. Antigonos war an Reiterei überlegen, aber Eumenes hatte mit ca. 47.000 Mann ein Übergewicht im Zentrum, dazu noch 114 Elefanten. In der Schlacht wurde Eumenes von Peukestas, der die Reiterei auf dem linken Flügel führte, im Stich gelassen. Auch sein rechter Flügel löste sich auf, nachdem die Elefanten außer Kontrolle geraten waren und die eigenen Männer angegriffen hatten. Dafür aber blieb sein Zentrum mit den „Silberschilden“ geschlossen, denen es erneut gelang, Antigonos’ Zentrum zu durchbrechen und in die Flucht zu schlagen. Ein vollständiger Sieg war möglich, aber Peukestas war nicht bereit, auf das Schlachtfeld zurückzukehren, um Antigonos den letzten Stoß zu versetzen. So endete der Kampf erneut in einem Patt, und Eumenes musste sein Heer wieder, wenn auch geordnet, zurückziehen.
Im Rat versuchte er die Generäle davon zu überzeugen, dass Antigonos nach dem Verlust seiner Infanterie in einer schnell folgenden zweiten Schlacht geschlagen werden könne, aber die Generäle sprachen sich dagegen aus. Besonders die Führer der „Silberschilde“ lehnten ab, da Antigonos während des Kampfes im Schutz des aufgewühlten Staubes mit einer Reiterabteilung unbemerkt ihr Feldlager erobert hatte, in dem sich die Angehörigen und die Besitztümer der Krieger befanden. Antigonos hatte bereits Kontakt zu den „Silberschilden“ aufgenommen und sie zum Verrat ermutigt. Bevor Eumenes fliehen konnte, wurde er von ihnen gefangen genommen und an Antigonos ausgeliefert. In dessen Kriegsrat setzten sich der gebürtige Grieche Nearchos und der junge Demetrios Poliorketes für sein Leben ein, aber die Mehrheit der Makedonen forderte seinen Tod. Antigonos hingegen hoffte, sein militärisches Talent für die eigene Sache gewinnen zu können. Als aber im Heer eine bedrohliche Unruhe aufkam, ordnete er an, dem Gefangenen die Nahrung zu verweigern. Als das Heer am dritten Tag nach Persepolis aufbrach, wurde Eumenes ohne Wissen des Antigonos von einem Unbekannten mit einem Speer getötet. Antigonos ordnete eine ehrenvolle Leichenfeier an und sandte Eumenes’ Asche in einer silbernen Urne zur Bestattung an dessen Frau nach Kappadokien. Aber auch die Agyraspiden, die durch ihren Verrat Antigonos’ Vertrauen verloren hatten, kamen nicht unversehrt davon. Sie wurden in die Provinzen des Ostens entsandt, wo sie sich in ausweglosen Kämpfen allmählich aufreiben sollten.

## Bewertung
Eumenes war eine der prominentesten Persönlichkeiten in der frühen Phase der Diadochenkriege. Plutarch und Cornelius Nepos widmeten ihm je eine Biographie. Plutarch verglich ihn in seiner Parallelbiographie mit dem Sullagegner Quintus Sertorius. Nepos würdigte ihn, den Griechen, als die treueste Stütze des makedonischen Königtums, während die makedonischen Generäle den Untergang des Hauses Alexanders herbeigeführt hätten. Der deutsche Historiker Johann Gustav Droysen erkannte, dass Eumenes’ griechische Herkunft ihn stets an das Schicksal des Königtums und damit an eine verlorene Sache gebunden habe, da er aufgrund des ständigen Mangels an Akzeptanz unter den Makedonen nie in eigener Sache hätte kämpfen können. Aber trotz der Ressentiments und des immer bestehenden Argwohns der ihm unterstellten Makedonen sei er durch Klugheit, diplomatisches Geschick und militärisches Können seinen Feinden stets ein gefährlicher Gegner gewesen, der im Feld ungeschlagen nur durch Verrat besiegt werden konnte.

## Rezeption
Die seit 2003 erscheinende japanische Manga-Serie Historie (ヒストリエ) von Hitoshi Iwaaki basiert lose auf der Biographie des Eumenes.